# Lydiens
Les Lydiens étaient un peuple anatolien, établis en Lydie, soit dans la partie occidentale de l'Anatolie, au moins au Ier millénaire av. J.-C. Leur langue est le lydien.
Ils furent, selon Hérodote, le premier peuple à faire usage de la monnaie[réf. nécessaire].